# Amadeus-Verleihung 2009
Die 10. Verleihung des Amadeus Austrian Music Award fand am 10. September 2009 im Wiener MuseumsQuartier in Wien statt.
Moderiert wurde die Verleihung von Michael Ostrowski. Die Veranstaltung wurde ab 22:15 Uhr im Sender Puls 4 übertragen.
Das musikalische Rahmenprogramm gestalteten Christina Stürmer, Fatima Spar & the Freedom Fries, Andreas Gabalier, Kamp & Whizz Vienna, The Sorrow, die Seer, Kreisky, Vera und Bunny Lake. Dazu gab es einen Auftritt einer Hansi-Lang-Tribute-Band bestehend aus Weggefährten des 2008 verstorbenen Musikers Hansi Lang, dessen Lebenswerk posthum geehrt wurde.

## Nominierung und Wahl
Nominiert werden konnten Musiker und Bands bzw. deren Veröffentlichungen, die im Zeitraum von 1. Jänner bis 31. Dezember 2008 auf den Markt kamen bzw. mindestens einen Live-Auftritt hatten. Voraussetzung war, dass die Künstler ihren Lebensmittelpunkt in Österreich haben oder österreichische Staatsbürger sind. Die Nominierungen wurden von verschiedenen Jurys vorgenommen, die aus insgesamt 134 Mitgliedern aus dem Musikbereich bestanden. Die Gewinner wurden im Online-Voting ermittelt.

## Nominierte und Preisträger

### Album des Jahres
Preisträger:
- Die bessere Hälfte von Herbstrock

Weitere Nominierte:
- Meine Schuld, meine Schuld, meine große Schuld von Kreisky
- Lovetune for Vacuum von Soap & Skin
- Black Sea von Fennesz
- Angst Is Not a Weltanschauung von B. Fleischmann
- Hier regiert der RocknRoll von Alkbottle
- March of the Maraboo von Solrize
- Versager ohne Zukunft von Kamp & Whizz Vienna
- We Paint Colors von Waxolutionists
- Elegant von Die Strottern & Jazzwerkstatt Wien
- From a Dream von MGT-Muthspiel, Grigoryan, Towner
- Butterfly von Coshiva
- Hotel Engel von DJ Ötzi
- Morgenrot von Simone
- Sternenstaub von Marc Pircher
- Da komm ich her von Andreas Gabalier

### Song des Jahres
Preisträger:
- Dear Ladies von Vera

Weitere Nominierte:
- Spiracle von Soap & Skin
- Baby You Got Me Wrong von Florian Horwath
- Into the Future von Bunny Lake
- Vertical Output von Dorian Concept
- Son of Perdition von Hollenthon
- Hell Low von Mely
- Flashlight von Waxolutionists
- Krocha Hymne von Die Vamummtn
- Lumpenlied von Die Strottern
- Wiesenliegen von Ernst Molden
- Fortune Teller von Eva K. Anderson
- Der letzte Zug Cara Mia von Udo Wenders
- Ich hätt' Ja gesagt von Simone
- So a schöner Tag (Fliegerlied) von Die jungen Zillertaler
- So liab hob i Di von Andreas Gabalier

### Alternative/Rock
Preisträger:
- Soap & Skin

Weitere Nominierte:
- Gustav
- Ja, Panik
- Killed by 9V Batteries
- Kreisky

### Electronic/Dance
Preisträger:
- Bunny Lake

Weitere Nominierte:
- Dorian Concept
- Christopher Groove
- Fennesz
- Peter Kruder

### Hard & Heavy
Preisträger:
- The Sorrow

Weitere Nominierte:
- Alkbottle
- Hollenthon
- Mely
- Solrize

### HipHop / RnB
Preisträger:
- Texta

Weitere Nominierte:
- Deph Joe
- Dorian Concept
- Kamp
- Waxolutionists

### Jazz / World / Blues
Preisträger:
- Die Strottern

Weitere Nominierte:
- Ernst Molden
- Fatima Spar & the Freedom Fries
- Wolfgang Muthspiel
- Wolfgang Puschnig

### Pop
Preisträger:
- Anna F.

Weitere Nominierte:
- Clara Luzia
- Coshiva
- Eva K. Anderson
- Vera

### Schlager
Preisträger:
- Die Seer

Weitere Nominierte:
- Nockalm Quintett
- Semino Rossi
- Simone
- Udo Wenders

### Volkstümliche Musik
Preisträger:
- Marc Pircher

Weitere Nominierte:
- Andreas Gabalier
- Die jungen Zillertaler
- Hansi Hinterseer
- Ursprung Buam

### Musik DVD
Preisträger:
- Einmal ja – immer ja von Semino Rossi

Weitere Nominierte:
- Donauinsel Live – 15th Anniversary von Falco
- Symphonic von Falco
- 75th von Joe Zawinul & the Zawinul Syndicat
- Live! 10 Jahre Seer Open Air in Grundlsee von Seer

### FM4 Award
Preisträger
- Kreisky

Weitere Nominierte
- A Life, A Song, A Cigarette
- Aber das Leben lebt
- B. Fleischmann
- B-Seiten Sound
- Clara Luzia
- Dorian Concept
- dZihan & Kamien
- Fennesz
- Florian Horwath
- Gustav
- House of Riddim
- I Am Cereals
- Kamp & Whizz Vienna
- Killed by 9V Batteries
- Lonely Drifter Karen
- Marilies Jagsch
- Mel
- Mono & Nikitaman
- Sawoff Shotgun
- Soap & Skin
- Tanz Baby!
- The Base
- Tosca
- Waxolutionists

### Lebenswerk
- Hansi Lang